# آنا ساوایی
آنا ساوایی (アンナ サワイ, 澤井杏奈 Sawai Anna, زادهٔ ۱۱ ژوئن ۱۹۹۲) بازیگر و خوانندهٔ ژاپنی است. او حرفهٔ سینمایی خود را در سال ۲۰۰۹ با ایفای نقش مکمل در فیلم هنرهای رزمی نینجای آدمکش و حرفهٔ خوانندگی حرفه‌ای را در سال ۲۰۱۳ به عنوان وکالیست اصلی گروه دخترانهٔ جی پاپ فیکی (۲۰۱۳–۲۰۱۸) آغاز کرد و به زبان‌های انگلیسی و ژاپنی می‌خواند.
او در فیلم اکشن اف۹ (۲۰۲۱) و مینی‌سریال تاریخی شوگون (۲۰۲۴) به ایفای نقش پرداخته است. ساوایی برای شوگون برندهٔ جایزه امی ساعات پربیننده برای بهترین بازیگر نقش اول زن در مجموعه تلویزیونی درام شد. او نخستین بازیگر ژاپنی شد که برنده جایزه امی ساعات پربیننده  می‌شود و نخستین بازیگر آسیایی‌تبار بود که در مراسم امی برندهٔ بخش بهترین بازیگر نقش اول زن در مجموعه تلویزیونی درام می‌شود.

## زندگی شخصی
آنا ساوایی در ۱۱ ژوئن ۱۹۹۲ در ولینگتون، نیوزیلند از والدینی ژاپنی‌تبار به دنیا آمد. مادرش در اجرای اپرا آموزش دید و بعداً به عنوان معلم پیانو مشغول به کار شد، در حالی که پدرش برای یک شرکت الکترونیک کار می‌کرد. از ۳ سالگی، مادرش به او یاد داد که چگونه پیانو بنوازد و چگونه آواز بخواند. در حالی که بزرگ می‌شد، خانواده‌اش به دلیل شغل پدرش اغلب به جاهای دیگر نقل مکان می‌کردند، و در هنگ کنگ و فیلیپین زندگی می‌کردند. او ۱۰ ساله بود که خانواده‌اش در یوکوهاما، ژاپن مستقر شد. خواهر بزرگتر او، رینا، یک رقصنده باله در کمپانی باله هنگ کنگ است.
ساوایی به دو زبان انگلیسی و ژاپنی مسلط است. او در توکیو، ژاپن اقامت دارد.

## فیلم‌شناسی

### فیلم
| سال  | عنوان        | نقش    | منابع         |
| ---- | ------------ | ------ | ------------- |
| ۲۰۰۹ | نینجای آدمکش | کی‌ری‌کو | [ ۱۲ ]        |
| ۲۰۲۱ | اف۹          | ال لو  | [ ۱۳ ] [ ۱۴ ] |

### مجموعه تلویزیونی
| سال        | عنوان                 | نقش               | توضیحات | منابع                |
| ---------- | --------------------- | ----------------- | ------- | -------------------- |
| ۲۰۰۷       | آهنگ عاشقانه ما       | ناتسو             | ۱ قسمت  | [ ۱۵ ] [ ۱۶ ]        |
| ۲۰۱۸       | کالرز                 | مدعی ایستگاه قطار | ۲ قسمت  | [ ۱۷ ] [ ۱۸ ] [ ۱۹ ] |
| ۲۰۱۹       | گیری/هاجی             | ئه‌ایکو فوکوهارا   |         | [ ۲۰ ]               |
| ۲۰۲۲–اکنون | پاچینکو               | نائومی            |         | [ ۲۱ ]               |
| ۲۰۲۳–اکنون | مونارک: میراث هیولاها | کیت رانا          |         | [ ۲۲ ]               |
| ۲۰۲۴       | شوگون                 | تودا ماریکو       |         | [ ۲۳ ]               |

### موزیک ویدئو
| سال  | عنوان         | آرتیست      | منابع  |
| ---- | ------------- | ----------- | ------ |
| ۲۰۱۵ | «کیتی» (Katy) | الیوت یامین | [ ۲۴ ] |